# Phlugidia africana
Phlugidia africana är en insektsart som beskrevs av Kevan, D.K.M. 1993. Phlugidia africana ingår i släktet Phlugidia och familjen vårtbitare. Inga underarter finns listade i Catalogue of Life.